# 乌克兰对俄罗斯电影的抵制
乌克兰对俄罗斯电影的抵制，由Vidsich在社交媒体上发起的民间运动，是乌克兰对2014年俄罗斯联邦及其雇佣军占领和敌对行动的反应，为抵制俄货的一部分。

## 背景
2014年3月11日，俄罗斯文化界人士发表了一则声明。声明中，签署者表示支持俄罗斯总统弗拉基米尔·普京的行动，尤其是支持吞并克里米亚和乌克兰东部的行动。后来，随着抵制俄货运动的恢复，公民活动家和一些政客开始呼吁抵制俄罗斯电视剧、电视节目等。
2014年4月11日， 第一个值得注意的抵制俄罗斯电影的案例被曝光。随后，基辅、利沃夫和敖德萨的部分电影院宣布不再放映俄罗斯电影。

### 相关
- 俄罗斯电视剧：慢动作的经济武器 （页面存档备份，存于）（福布斯）
- 需要远程非殖民化！ （页面存档备份，存于）（格拉博夫斯基·谢尔盖·伊戈罗维奇（乌克兰语：Грабовський Сергій Ігорович），The Day（乌克兰语：День (газета)））
- 击败俄罗斯“特种部队” （页面存档备份，存于）（瓦伦蒂娜·萨姆琴科，Ukrayina Moloda（英语：Ukrayina Moloda））
- 爱国者队宣布抵制俄语电视内容（阿尔乔姆·库里欣）
- 谁在乎俄罗斯电视剧的禁令 （页面存档备份，存于）（谢尔盖·奥斯纳赫）